# Kraftwerk Pocinho
Das Kraftwerk Pocinho (portugiesisch Barragem do Pocinho) ist ein Laufwasserkraftwerk in der Region Nord Portugals. Es liegt am Douro, der an dieser Stelle die Grenze zwischen den Distrikten Bragança und Guarda bildet. Ungefähr 200 m westlich der Talsperre befindet sich der namensgebende Ort Pocinho und etwa vier Kilometer südlich liegt die Stadt Vila Nova de Foz Côa.
Mit dem Projekt zur Errichtung des Kraftwerks wurde im Jahre 1974 begonnen. Es ging 1982 (bzw. 1983) in Betrieb. Das Kraftwerk ist im Besitz der Companhia Portuguesa de Produção de Electricidade (CPPE) und wird auch von CPPE betrieben.

## Absperrbauwerk
Das Absperrbauwerk ist eine Gewichtsstaumauer aus Beton mit einer Höhe von 49 m über der Gründungssohle. Die Mauerkrone liegt auf einer Höhe von 139 m über dem Meeresspiegel. Die Länge der Mauerkrone beträgt 430 m und ihre Breite 6,40 m. Das Volumen des Bauwerks beträgt 120.000 m³.
Die Staumauer unterteilt sich in ein Maschinenhaus auf der linken Flussseite und daran anschließend eine Wehranlage sowie eine Schleuse auf der rechten Seite. Die Wehranlage besteht aus 4 Toren, über die maximal 15.000 m³/s abgeführt werden können. Das Bemessungshochwasser liegt bei 15.100 m³/s; die Wahrscheinlichkeit für das Auftreten dieses Ereignisses wurde mit einmal in 1000 Jahren bestimmt.

## Stausee
Beim normalen Stauziel von 125,5 m (maximal 134,5 m bei Hochwasser) erstreckt sich der Stausee über eine Fläche von rund 8,29 km² und fasst 83,07 (bzw. 81) Mio. m³ Wasser – davon können 12,24 (bzw. 12) Mio. m³ zur Stromerzeugung genutzt werden.

## Kraftwerk
Das Kraftwerk Pocinho ist mit einer installierten Leistung von 186 MW eines der mittelgroßen Wasserkraftwerke in Portugal. Die durchschnittliche Jahreserzeugung liegt bei 534 (bzw. 406,2, 408,4 oder 530) Mio. kWh. Es dient zur Abdeckung von Mittel- und Spitzenlast.
Die Kaplan-Turbinen wurden von Kvaerner Turbin AB und die Generatoren von ABB geliefert. Die drei Turbinen leisten jede maximal 57,6 MW, während die Generatoren 62 MVA leisten. Die Nenndrehzahl der Turbinen liegt bei 88,2/min. Die Generatoren haben eine Nennspannung von 10 kV. In der Schaltanlage wird die Generatorspannung von 10 kV mittels Leistungstransformatoren auf 240 kV hochgespannt.
Die minimale Fallhöhe beträgt 15,5 m, die maximale 21,6 m. Der maximale Durchfluss liegt bei 390 m³/s je Turbine.

## Schleuse

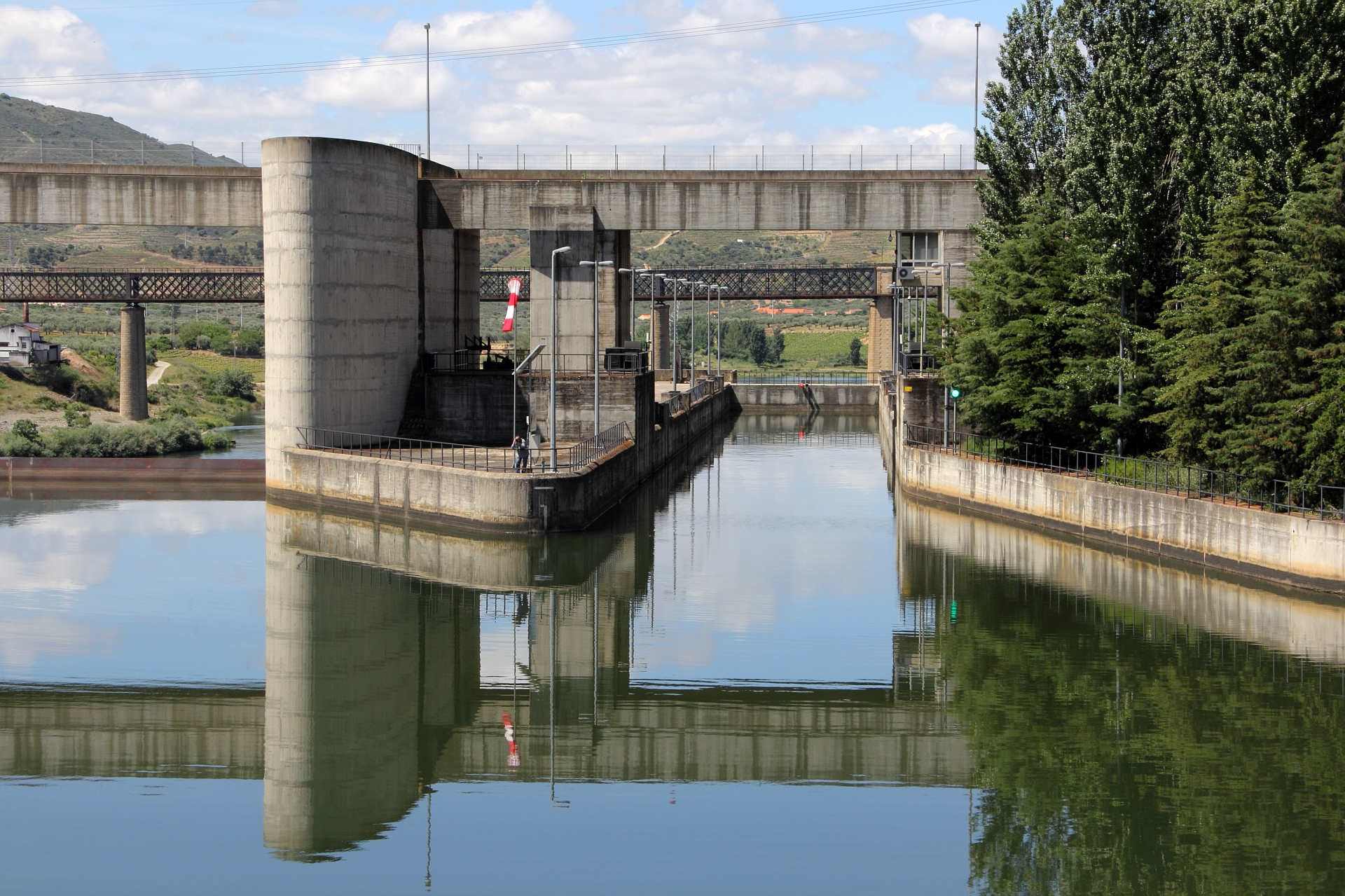
Schleuse Pocinho vom Oberwasser

Am nördlichen Ende der Staumauer befindet sich eine Schleuse, die Schiffe mit einer Länge von 83 m, einer Breite von 11,40 m und einem Tiefgang von 3,80 m aufnehmen kann. Die max. Fallhöhe beträgt 22,00 m. (siehe auch Schleusen am Douro)